# Bar Cristal
El Bar Cristal és un establiment de restauració ubicat al cantó de l'avinguda Alexandre Rosselló i la plaça d'Espanya de Palma. Està situat a la planta baixa de l'edifici modernista de can Gaietà Segura.
Fou inaugurat l'any 1930 i passà a la família Ramis quan Bartomeu Ramis Sastre se'n feu càrrec a l'any 1956. La seva situació cèntrica l'ha convertit en un punt de trobada molt popular al llarg de la seva història. A més, ha estat la seu d'una penya del Constància, una societat colombòfila i s'hi han dut a terme, entre d'altres, torneigs de billar i concerts d'orquestrines durant els caps de setmana dels anys 60.
El mes de setembre de 2017 l'establiment hagué de tancar per la pujada dels preus de lloguer del local. Fins a l'any 2020 el local passà a una altra empresa de restauració que en modificà la decoració, el nom i l'estil. Llavors, els propietaris del local arribaren a un acord amb un nous explotadors i es tornà a recuperar el nom original de l'establiment.